# Żarowo (Stargard)
Żarowo (deutsch Saarow) ist ein Dorf der Gemeinde Stargard (Stargard in Pommern) in der pommerschen Woiwodschaft Westpommern.

## Geographische Lage
Żarowo liegt in Hinterpommern an der Ihna, etwa sieben Kilometer nordwestlich der Stadt Stargard und 28 Kilometer östlich der Stadt Stettin (Szczecin).

## Geschichte

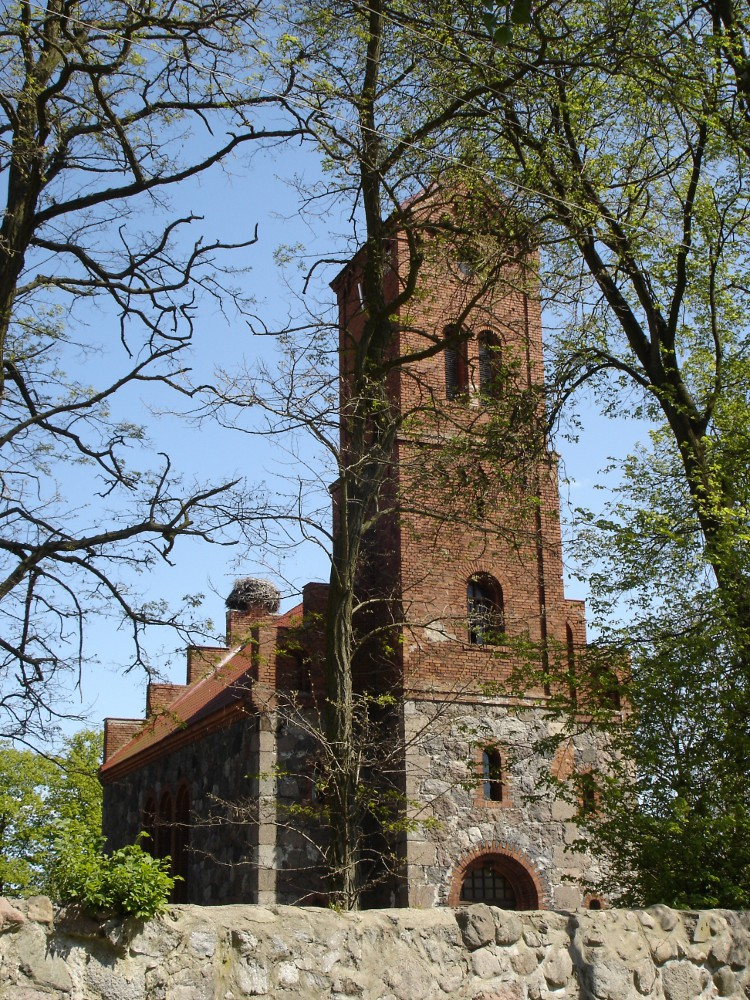
Dorfkirche

Das Dorf wurde erstmals 1248 urkundlich unter dem Namen Sarowe erwähnt. Später war das Kirchdorf eine Eigentumsortschaft der Stadt Stargard in Pommern. 
Um 1780 gab es in Saarow 23 Vollbauern, einen Halbbauern, einen Kossäten, vier Büdner, ein Predigerwitwenhaus, einen Schulmeister, eine Gastwirtschaft, eine Schmiede und unter Mitberücksichtigung der Speicher und Hirtenhäuser insgesamt 46 Feuerstellen. Im Jahr 1834, als die Gemeinheitsteilung  durchgeführt wurde, war die Anzahl der Vollbauern auf zwanzig gesunken. Im Jahr 1856 fand in Saarow eine verheerende Feuersbrunst statt, bei der die meisten Einwohner ihr Hab und Gut verloren und gezwungen waren, sich zu verschulden, um den Wiederaufbau zu bewerkstelligen.
Um 1925 hatte die Gemarkung der Gemeinde Saarow eine Flächengröße von 10,2 km², und auf dem Gemeindegebiet standen 71 Wohnhäuser. Auf dem Gemeindegebiet gab es zwei Wohnorte:
1. Saarow
2. Sandhoff

Im Jahr 1925 wurden in Saarow 366 Einwohner gezählt, die auf 92 Haushaltungen verteilt waren.
Bis 1945 gehörte Saarow zum Landkreis Saatzig der Provinz Pommern.
Gegen Ende des Zweiten Weltkriegs wurde Saarow Anfang März 1945 von der Sowjetarmee besetzt. Nach Kriegsende wurde die Ortschaft unter polnische Verwaltung gestellt. Saarow wurde in Żarowo umbenannt.

## Religion
Die bis 1945 in Saarow anwesende Bevölkerung gehörte der evangelischen Konfession an. Im Jahr 1925 waren sämtliche Einwohner Protestanten.